# The Spirit of Radio
The Spirit of Radio är en låt av Rush. Låten släpptes som singel och återfinns på albumet Permanent Waves, utgivet 1980. Låtens musik komponerades av basisten/sångaren Geddy Lee och gitarristen Alex Lifeson, medan texten skrevs av trummisen Neil Peart. 
Rush spelade låten 1 294 gånger live.